# Eef van Opdorp
Eef van Opdorp (Vught, 1974) is een Nederlandse budgetcoach en presentatrice. Ze is onder andere bekend als budgetcoach in het RTL 4-programma Uitstel van Executie.
Van Opdorp presenteerde in 2014 ook het SBS6-programma Red mijn vakantie! samen met Thijs Zeeman ter vervanging van Alberto Stegeman.

## Programma's
- Uitstel van Executie (2008-2015, 2019-2022)
- Hoeveel ben je waard? (2014-)
- Geld maakt gelukkig (2014-2015)
- Red mijn vakantie! (2014)
- Uit de schulden (2025)